# Borolia rimosa
Borolia rimosa är en fjärilsart som beskrevs av Augustus Radcliffe Grote 1882. Borolia rimosa ingår i släktet Borolia och familjen nattflyn. Inga underarter finns listade i Catalogue of Life.